# Jula Ivanišević
Marija Jula (Kata) Ivanišević (Godinjak, Staro Petrovo Selo, 25. studenoga 1893. – Goražde, 15. prosinca 1941.), hrvatska katolička redovnica, mučenica i blaženica.

## Životopis

### Djetinjstvo
Roditelji su joj bili Nikola i Tera, r. Šimunović. Iz njihova braka rođeno je jedanaestero djece. S. Jula bila je njihovo osmo dijete. Već drugi dan po rođenju kuma Amalija Erlberg odnijela ju je na krštenje u župnu crkvu sv. Antuna u Starom Petrovom Selu. U rujnu 1900. pošla je u nižu pučku školu. Bilo joj je 10 godina kada je počela čitati tzv. svetojeronimska izdanja, posebno ona o životopisima svetaca. To što je pročitala pripovijedala je i tumačila svojim prijateljicama. Već s 10 godina života samoinicijativno je odlučila da neće jesti meso, ni na najveće svetkovine. Još kao djevojčica donijela je i odluku da se ne će udavati i da će poći u samostan. Kad je odrasla, to joj nije bilo moguće ostvariti, jer joj je majka bila bolesna i nepokretna te se brinula za nju. Nakon dvije godine bolovanja majka je umrla. 

### Postulatura i novicijat
Po majčinoj smrti uputila se u Sarajevo, redovnicama Kćerima Božje ljubavi. Bilo je to u veljači 1914. Od 1914. do 1915. bila je u postulaturi, u Breitenfurtu, u Austriji. Tu su postulantice učile njemački, koji im je trebao za novicijat u Beču. Kata je u novicijat stupila 16. kolovoza 1915. Svečanost oblačenja predvodio je prelat dr. Ferdinand Vimmer, u crkvi Majke Divne, u kući matici družbe. Tu je Kata uzela redovničko ime Jula. Nakon kanonske godine novicijata Ivanišević je položila i prve redovničke zavjete, 16. kolovoza 1916. Na sam dan polaganja zavjeta raspoređena je u samostan zvan "Emaus", u Breške, nedaleko od Tuzle. Dana 29. srpnja 1923. položila je, u sarajevskoj crkvi Kraljice Sv. Krunice, doživotne zavjete. 

### Redovništvo
Poslije zavjeta s. Jula poslana je na dužnost u samostan Antunovac, na Ilidži, u Sarajevu. U Antunovcu joj je bila dodijeljena briga za gospodarstvo, tj. za polje, vrt i domaće životinje. Tu je ostala cijelu 1924. godinu. Nakon samo godinu dana poslije doživotnih zavjeta imenovana je poglavaricom u samostanu Josipovac kod Tuzle. Bilo joj je tada 35 godina. Iz tuzlanskog Josipovca premještena je u zagrebački Josipovac, 31. listopada 1929. U zagrebačkom sirotištu "Josipovac" bila je tada 80-ak djece. S. Jula se brinula za jedan odjel djevojčica u vremenu izvan škole. U tome je sirotištu radila više od godinu dana, a onda su je poglavari u rujnu 1930. pozvali u Sarajevo, u "Betaniju", kako se je zvao samostan kćeri Božje ljubavi u Slatini kod Sarajeva. Zadaća je "Betanije" bila hraniti brojnu zajednicu i konvikt u Zavodu sv. Josipa u Sarajevu. Zato je i imala veliki zemljišni posjed, s gospodarskim zgradama, životinjskim blagom, vrtom, voćnjacima i pašnjacima. U listopadu 1932. s. Jula imenovana je predstojnicom zajednice u Palama, u samostanu Marijin dom. U maloj paljanskoj zajednici vršit će službu predstojnice sve do mučeničke smrti.

### Mučeništvo
Četnici su 11. prosinca 1941. provalili u Marijin dom, opljačkali ga i odveli u zarobljeništvo sve redovnice (s. Julu Ivanišević, s. Berchmanu Leidenix, s. Krizinu Bojanc, s. Antoniju Fabjan i s. Bernadetu Banja), i još neke druge zarobljenike. Vodili su ih po snijegu, uz preslušavanja i ispitivanja, do Carevih Voda i Sjetline. Tamo je ostala s. Berchmanna, shrvana od puta, i kasnije je umorena, 23. prosinca 1941. Ostale četiri sestre odvedene su u Goražde, kamo su stigle 15. prosinca 1941. Smještene su u vojarnicu na katu. Vojarnicom je zapovijedao bojnik Jezdimir Dangić. Četnici su, u pijanom stanju, po noći navalili u sobe. Redovnice su skočile kroz prozor da izbjegnu silovanje, nakon čega su dokraja iskasapljene, a tijela su im bačena u rijeku Drinu. Nazvane su Drinskim muečnicama.

## Štovanje
Drinske mučenice proglašene su blaženima u Sarajevu 24. rujna 2011. na svetoj misi koju je predvodio papin izaslanik, kardinal Angelo Amato, pročelnik Kongregacije za proglašenje svetih.

## Vanjske poveznice
- Kćeri Božje ljubavi - Službenice Božje  Arhivirana inačica izvorne stranice od 16. prosinca 2009. (Wayback Machine) Tko su Drinske mučenice